# Воробьи (Курганская область)
Воробьи — деревня в Петуховском районе Курганской области. Входит в состав Новогеоргиевского сельсовета.

## История
До 1917 года входила в состав Утчанской волости Ишимского уезда Тобольской губернии. По данным на 1926 год состояла из 121 хозяйства. В административном отношении являлась центром Кривинского сельсовета Петуховского района Ишимского округа Уральской области.

## Население
| 1989 | 2002 | 2010 |
| ---- | ---- | ---- |
| 136  | ↗165 | ↘81  |

По данным переписи 1926 года в деревне проживало 580 человек (274 мужчины и 306 женщин), в том числе: русские составляли 95 % населения, немцы — 2 %.